# Момо (Тонга)
Момо ( тонг. Momo) — 10-й туі-тонга середньовічної морської Імперії Тонга. Разом із своїм сином туі-тонга Туітатуі здійснював активну територіально експансію, що піднесло імперію до найбільшо політичного гегемона регіону.